# 豪斯地区圣雅各布
豪斯地区圣雅各布是奥地利蒂罗尔州Kitzbühel的一个市镇。总面积9.6平方公里，总人口656人，人口密度68.3人/平方公里（2005年）。